# Martin Walser
Martin Walser (Wasserburg, 24 marzo 1927 – Überlingen, 26 luglio 2023) è stato uno scrittore tedesco,  noto per la sua descrizione dei conflitti interiori dell'antieroe. Insieme a Günter Grass e Heinrich Böll, è considerato uno dei grandi romanzieri tedeschi del secondo dopoguerra, anche se non ha mai raggiunto la notorietà internazionale degli altri due. Si è affermato come il maestro della descrizione dei microcosmi piccolo-borghesi, da cui lui stesso proveniva.

## Biografia
Walser nacque a Wasserburg am Bodensee, sul Lago di Costanza. I suoi genitori erano commercianti di carbone e gestivano anche una locanda vicino alla stazione ferroviaria di Wasserburg.  Descrisse l'ambiente in cui era cresciuto nel suo romanzo Ein springender Brunnen ("Una fontana zampillante"). Dal 1938 al 1943 fu allievo della scuola secondaria di Lindau e prestò servizio in un'unità contraerea. 
Secondo i documenti rilasciati nel giugno 2007, all'età di 17 anni divenne membro del partito nazista il 20 aprile 1944, sebbene Walser abbia negato di essere entrato consapevolmente nel partito, affermazione contestata dalla storica Juliane Wetzel. Alla fine della seconda guerra mondiale fu un soldato della Wehrmacht. Dopo la guerra tornò ai suoi studi e completò la maturità nel 1946. Studiò poi letteratura, storia e filosofia all'Università di Ratisbona e all'Università di Tubinga. Conseguì il dottorato in lettere nel 1951 con una tesi su Franz Kafka, scritta sotto la supervisione di Friedrich Beißner. 
Durante gli studi, Walser lavorò come reporter per la stazione radio Süddeutscher Rundfunk e scrisse le sue prime commedie radiofoniche. A partire dal 1953 Walser fu regolarmente invitato alle conferenze del Gruppo 47, che gli assegnò un premio per il suo racconto Templones Ende  nel 1955. Il suo primo romanzo Marriage in Philippsburg (tedesco: Ehen in Philippsburg) fu pubblicato nel 1957 ed ebbe un enorme successo. Da quel momento Walser lavorò come autore freelance vivendo con la sua famiglia prima a Friedrichshafen e poi a Nußdorf sul Lago di Costanza. La sua opera più famosa fu il romanzo Runaway Horse (tedesco: Ein fliehendes Pferd), pubblicato nel 1978. Fu un successo sia commerciale che di critica.
Negli anni '60, Walser, come Günter Grass e altri, principalmente intellettuali di sinistra, fece una campagna per l'elezione di Willy Brandt a cancelliere federale. Nel 1964 fu ascoltatore al processo di Auschwitz a Francoforte. Fu attivo contro la guerra del Vietnam, si recò a Mosca e negli anni '60 e '70 fu (come il suo editore Siegfried Unseld, Ernst Bloch, Robert Steigerwald, altri amici) simpatizzante del DKP, di cui comunque non fu mai membro. 
Nel 1981 Walser ebbe il Premio Georg Büchner. Nel 1988, Walser tenne discorsi sul proprio paese dicendo che la divisione della Germania era un divario doloroso che non voleva sopportare. Fece anche di questo materiale il soggetto della sua storia Dorle and Wolf. Anche se Walser sottolineò espressamente che il suo atteggiamento non era mutato nel tempo, alcuni osservatori hanno parlato di un ripensamento da parte dell'autore.
Una clausola insolita nei contratti editoriali permise a Walser di passare da Suhrkamp Verlag a Rowohlt Verlag con tutte le sue opere dopo la morte di Siegfried Unseld nel 2004. In particolare, secondo la sua stessa dichiarazione, ebbe un ruolo la mancanza di posizionamento dell'editore nella disputa sul suo controverso romanzo Death of a Critic: Walser aveva attaccato il critico letterario Marcel Reich-Ranicki da un lato come persona e dall'altro come simbolo di una scena culturale presumibilmente disonesta. A questo proposito Frank Schirrmacher criticò tra gli altri il modo di "giocare con i cliché antisemiti".

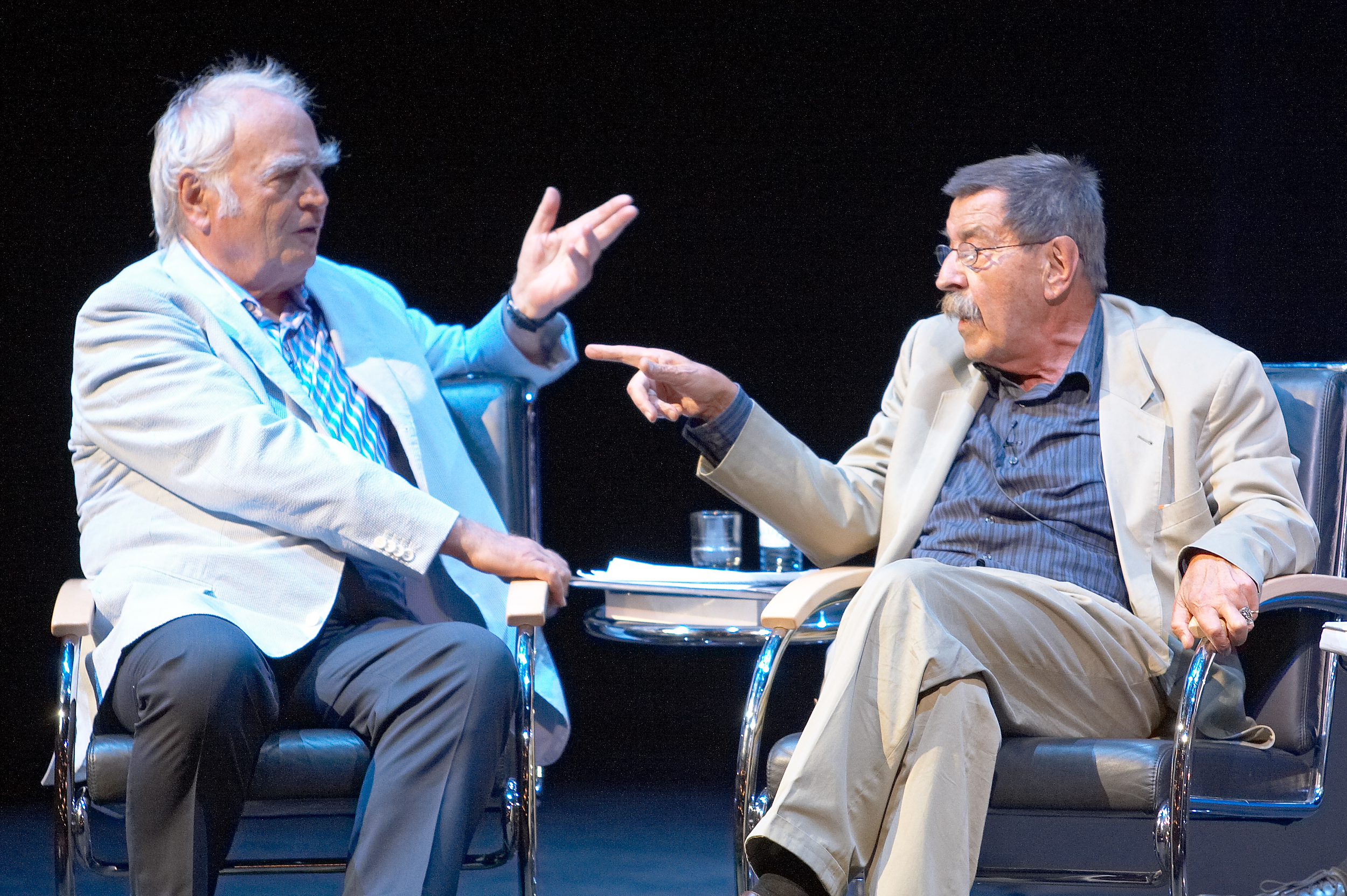
Martin Walser e Günter Grass, vertice letterario, Gruppo 47, 2007

Walser fu membro dell'Accademia delle arti di Berlino, dell'Accademia delle arti sassone, dell'Accademia tedesca di lingua e poesia di Darmstadt e del PEN Center Germany. Nel 2005 la Casa della Letteratura di Monaco presentò la mostra “Martin Walser. Nulla è vero senza il suo contrario".
Nel 2007 Walser donò gran parte dei suoi manoscritti all'Archivio di letteratura tedesca di Marbach am Neckar. Parti di esso possono essere viste nel museo della letteratura moderna di Marbach nella mostra permanente, inclusi i manoscritti di Ehen a Philippsburg, Das Einhorn e Ein sprung Brunnen.
Sempre nel 2007 la rivista politica tedesca Cicero inserì Walser al secondo posto nella lista dei 500 più importanti intellettuali tedeschi, subito dietro Papa Benedetto XVI e davanti al premio Nobel Günter Grass.

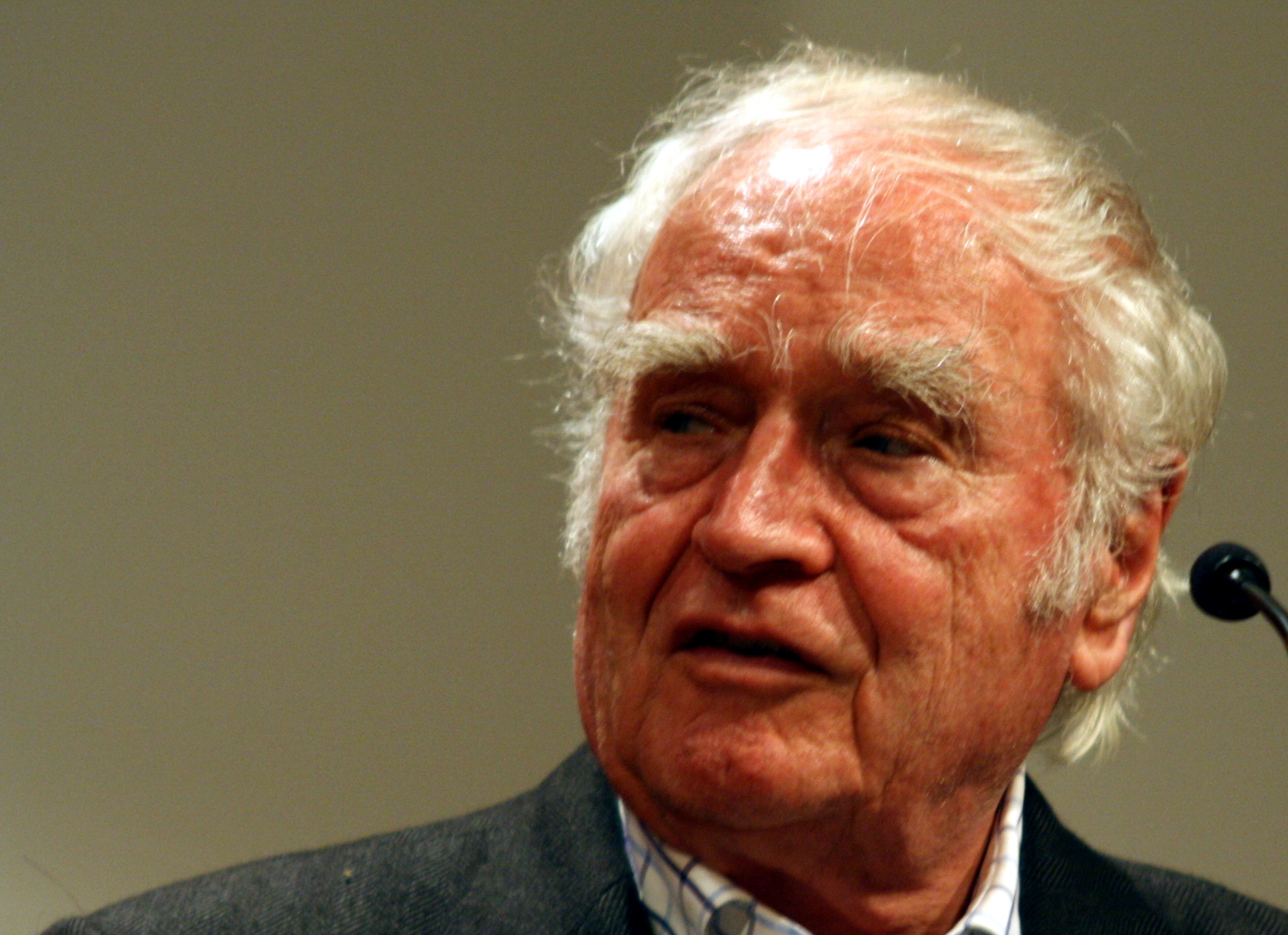
Walser nel 2010

Per il 90º compleanno di Walser, ARD trasmise un documentario di 90 minuti dal titolo "Mein Diesseits - Unterwegs mit Martin Walser" (scritto e diretto da Frank Hertweck), in cui Denis Scheck, insieme a Martin Walser, descriveva le stazioni importanti sul lago Constance e rivisitava la sua vita, come la casa dove era nato e diventata una scuola di ballo.
Fu il primo a firmare la lettera aperta al cancelliere Scholz del 29 aprile 2022, pubblicata sulla rivista Emma, in cui si esprimeva contro la consegna di armi all'Ucraina per la preoccupazione di una terza guerra mondiale nel contesto del conflitto ucraino.
Walser fu instancabilmente produttivo fino alla fine. Anche nell'ultima fase della sua vita, «anno dopo anno presentava un nuovo romanzo». Nel luglio 2022 Walser lasciò l'eredità, composta da bozze, manoscritti e traduzioni delle sue opere narrative, drammatiche e saggistiche, nonché 75 diari, all'Archivio di letteratura tedesca di Marbach am Neckar. 
Martin Walser morì il 26 luglio 2023 all'età di 96 anni nella sua casa di Nußdorf, un distretto di Überlingen sul Lago di Costanza.

## Vita privata
Walser si sposò nel 1950 con Katharina "Kathe" Neuner-Jehle, da cui ebbe quattro figlie: Franziska Walser (attrice), Alissa Walser (scrittrice e pittrice) e Johanna e Theresia Walser (entrambe scrittrici). Da una relazione extraconiugale con la traduttrice Maria Carlsson (in seguito moglie del fondatore dello Spiegel, Rudolf Augstein) nacque il giornalista Jakob Augstein.
Nel 2009 Jakob Augstein annunciò che Martin Walser era il suo padre biologico, cosa che aveva appreso da sua madre nel 2002 dopo la morte di Rudolf Augstein.  Da allora, Walser e Augstein si sono incontrati frequentemente. Walser commentò la paternità tardiva nel 2017: "Ho appena notato che questa paternità in visita era sempre troppo piccola".

## Stile
Esordì nel 1955 con novelle d'ispirazione kafkiana, per poi passare ad un acuto realismo intriso di critica sociale, che si protrasse per tutti gli anni 1960. Dagli anni 1980 Walser ha invece prediletto tematiche legate all'individualità e alle sue problematiche.

## Opere
- Beschreibung einer Form. Versuch über die epische Dichtung Franz Kafkas. Dissertation (1951)
- Ein Flugzeug über dem Haus und andere Geschichten (1955)
- Ehen in Philippsburg (1957)
- Halbzeit (1960)
- Eiche und Angora: Eine deutsche Chronik (1962)
- Überlebensgroß Herr Krott: Requiem für einen Unsterblichen (1964)
- Lügengeschichten (1964)
- Erfahrungen und Leseerfahrungen (1965)
- Das Einhorn (1966)
- Der Abstecher. Die Zimmerschlacht (1967)
- Heimatkunde: Aufsätze und Reden (1968)
- Ein Kinderspiel: Stück in zwei Akten (1970)
- Fiction: Erzählung (1970)
- Aus dem Wortschatz unserer Kämpfe(1971)
- Die Gallistl'sche Krankheit (1972)
- Der Sturz (1973)
- Das Sauspiel: Szenen aus dem 16. Jahrhundert (1975)
- Jenseits der Liebe (1976)
- Ein fliehendes Pferd (1978)
- Seelenarbeit (1979)
- Das Schwanenhaus (1980)
- Selbstbewußtsein und Ironie (1981)
- Brief an Lord Liszt (1982)
- In Goethes Hand: Szenen aus dem 19. Jahrhundert (1982)
- Liebeserklärungen (1983)
- Brandung (1985)
- Meßmers Gedanken (1985)
- Geständnis auf Raten (1986)
- Die Amerikareise: Versuch, ein Gefühl zu verstehen, with André Ficus (1986)
- Dorle und Wolf: Eine Novelle (1987)
- Jagd: Roman (1988)
- Über Deutschland reden (1988)
- Die Verteidigung der Kindheit: Roman (1991)
- Das Sofa (scritto nel 1961) (1992)
- Ohne einander: Roman (1993)
- Vormittag eines Schriftstellers (1994)
- Kaschmir in Parching': Szenen aus der Gegenwart (1995)
- Finks Krieg: Roman (1996)
- Deutsche Sorgen (1997)
- Heimatlob: Ein Bodensee-Buch (with André Ficus) (1998)
- Ein springender Brunnen: Roman (1998)
- Der Lebenslauf der Liebe: Roman (2000)
- Tod eines Kritikers: Roman (2002)
- Meßmers Reisen (2003)
- Der Augenblick der Liebe: Roman (2004)
- Die Verwaltung des Nichts: Aufsätze (2004)
- Leben und Schreiben: Tagebücher 1951–1962 (2005)
- Angstblüte: Roman (2006)
- Der Lebensroman des Andreas Beck (2006)
- Das geschundene Tier: Neununddreißig Balladen (2007)
- Ein liebender Mann: Roman (2008)
- The Burden of the Past: Martin Walser on Modern German Identity: Texts, Contexts, Commentary (2008, in inglese)
- Mein Jenseits: Novelle (2010)